# California National Guard
La  California National Guard è una componente della Riserva militare inquadrata sotto la U.S. National Guard. Il suo quartier generale è situato a Sacramento.

## Storia

### Rivolta urbana di Los Angeles del 2025
Il 6 giugno a Los Angeles scoppia la rivolta contro le operazioni di polizia anti-migranti (ICE, LAPD, LACSD) e di consegenza la Guardia Nazionale della California interviene per sedare e reprimere le sommosse.

## Organizzazione
Attualmente, al 2024, sono attivi i seguenti reparti:

### Componente Terrestre
- California Army National Guard
  -  40th Infantry Division
  - 79th Infantry Brigade Combat Team
  -  40th Expeditionary Combat Aviation Brigade
  -  49th Military Police Brigade
  -  115th Regional Support Group
  -  11th Armored Cavalry Regiment
  -  100th Troop Command
  -  1106th Theater Aviation Sustainment Maintenance Group
  -  224th Sustainment Brigade

### Componente Aerea
- California Air National Guard
  -  129th Rescue Wing
  -  144th Fighter Wing
  -  146th Airlift Wing
  -  163rd Attack Wing
  -  195th Wing